# پوئرتویانو
پوئرتویانو (به اسپانیایی: Puertollano) یک دهستان در اسپانیا است که در استان سیوداد رئال واقع شده‌است. پوئرتویانو ۲۲۶٫۷۴ کیلومتر مربع مساحت و ۵۱٬۸۴۲ نفر جمعیت دارد و ۷۰۸ متر بالاتر از سطح دریا واقع شده‌است.

## خواهرخوانده
شهر Pouzauges خواهرخواندهٔ پوئرتویانو هست.